# 2010 RF12
2010 RF12 – mała planetoida z grupy Apolla, odkryta 5 września 2010 r. w ramach programu Mount Lemmon Survey (będącego częścią Catalina Sky Survey). Asteroida należy do obiektów NEO. Nie ma ona jeszcze nazwy własnej ani numeru, a jedynie oznaczenie prowizoryczne.

## Orbita
Planetoida obiega Słońce w ciągu ok. 1 roku i 34 dni po orbicie, która przecina ekliptykę blisko orbity Ziemi. Najmniejsza jej odległość od Ziemi może wynieść ok. 0,00054 jednostki astronomicznej, czyli zaledwie około 80 tys. km.
W dniu 8 września 2010 r. planetoida przeleciała w pobliżu Ziemi i Księżyca, przez co było możliwe jej odkrycie, pomimo rozmiaru szacowanego zaledwie na ok. 7 metrów. Najbliżej Ziemi planetoida znalazła się o godz. 23:13 czasu polskiego (21:13 GMT), a odległość od Ziemi wyniosła ok. 79 tys. km.

## Prawdopodobieństwo zderzenia z Ziemią
Według obliczeń NASA z kwietnia 2021 roku nie było pewności, czy w dniu 5 lub 6 września 2095 roku planetoida minie Ziemię, czy zderzy się z naszą planetą. Prawdopodobieństwo trafienia w Ziemię zostało wtedy ocenione na 4,7% czyli ok. 1/21. W przypadku trafienia w Ziemię planetoida weszłaby w atmosferę z prędkością ok. 12,26 km/s, a energia uderzenia wyniosła by ok. 9 kiloton TNT.
Według danych z września 2022 roku, wykorzystujących obserwacje planetoidy do 24 sierpnia 2022, obliczono, że bezkolizyjne minięcie Ziemi przez planetoidę jest niemal pewne (niepewność zaledwie 0,0016%), jednak po ponownym przeliczeniu orbity planetoidy 20 grudnia 2022 roku prawdopodobieństwo trafienia w Ziemię 5/6 września 2095 roku obliczono na 10%.